# Pablo García Cejas
Pablo José García Cejas (nascido em 1982), conhecido como O Assassino de Maldonado, é um assassino em série uruguaio que matou três conhecidos no Departamento de Maldonado em dois meses em 2015. Ele foi condenado pelos três assassinatos e sentenciado a 30 anos de prisão, a maior sanção prevista na legislação nacional.

## Assassinatos
Em janeiro de 2015, Pablo García visitava um chalé em Punta del Este chamado "Los Picaflores", onde conheceu Claudia von Graevenitz, de 56 anos. Ela lhe deu seu número de telefone, dizendo a seu novo conhecido que eles tinham algo importante para discutir. Depois de se conhecerem, Von Graevenitz lhe ofereceu 90.000 pesos e um emprego em troca de matar seu irmão, Alejandro von Graevenitz, 58 anos, um criminoso com condenações anteriores, para que ela pudesse ficar com a casa da família. A princípio, García recusou a proposta, mas acabou por pensar mais a respeito, com Von Graevenitz dizendo a ele para contatá-la pessoalmente novamente. Em 2 de abril, García foi à residência de Von Graevenitz para levar a Alejandro alguns objetos pertencentes a um amigo dele. Ele foi convidado a entrar e, no momento em que Alejandro deu as costas para lavar alguns pratos na pia, García lembrou-se da oferta de Claudia. Decidindo que ele iria matá-lo ali mesmo, agarrou uma barra de ferro que encontrou ali perto e começou a bater repetidamente na cabeça de Alejandro, deixando-o gravemente ferido. Mais tarde, García descartou a barra de ferro em um aterro, que mais tarde foi encontrado pelas autoridades. Quando encontrado, Alejandro von Graevenitz ainda respirava, mas morreu pouco depois de ser levado ao Hospital Pan de Azúcar. Poucos dias após o assassinato, Claudia deu a quantia prometida a García e o contratou como funcionário de Los Picaflores.
Em 12 de junho, a Delegacia de Polícia de Maldonado recebeu um telefonema de Marianella González, informando que sua filha, a prostituta Koni Silva, de 19 anos, com quem mantinha contato constantemente, estava desaparecida há mais de uma semana. Mais tarde naquele mesmo dia, o proprietário de um complexo de cabanas situado em Punta del Diablo chamou a polícia, informando que um mau cheiro saía de uma das cabanas. Quando as autoridades entraram na cabana, encontraram o corpo nu e em decomposição de Silva, que estava coberto com alguns lençóis brancos. Uma autópsia confirmou que a causa da morte foram dois golpes na cabeça, dados com uma pedra da lareira, provavelmente uma semana antes. Investigações posteriores provaram que ela foi vista pela última vez com Pablo García Cejas, que usava seus serviços regularmente e até a convidou para ficar em Los Picaflores, onde fumaram maconha juntos. De acordo com a confissão posterior de García, ele havia contado a Silva sobre o assassinato de Von Graevenitz, após o qual ela ameaçou contar às autoridades caso ele não lhe desse dinheiro. Temendo ser preso, García então pegou uma pedra da lareira e a atingiu duas vezes na cabeça, matando-a instantaneamente. Depois de encobrir o corpo, ele pegou o telefone de Silva e o Chevrolet Meriva alugado dela, jogando fora as chaves da cabine em uma lata de lixo. Na semana seguinte, ele continuava inventando desculpas para não devolver as chaves, antes de retornar ao complexo de cabanas em 11 de junho, alegando que havia perdido as chaves originais e precisava de cópias. O funcionário, Guillermo Martínez, posteriormente confirmou às autoridades que de fato García era o homem que foi visto pela última vez com Silva, que partiu em definitivo depois de recolher seus pertences, que havia deixado na cabine.
Após ser identificado como um possível interessado na morte de Silva, García foi flagrado dirigindo seu caminhão pelas ruas de Maldonado. Seguiu-se uma perseguição em alta velocidade, com tiros disparados pela polícia contra o veículo, fazendo com que ele batesse em Los Ceibos. Apesar disso, García conseguiu escapar para as montanhas, escapando à captura. Após caminhar vários quilômetros, ele chegou em frente a uma distribuidora e implorou ao vigia que chamasse um táxi, alegando que havia sido assaltado. Depois de oferecer ao taxista seu número de telefone para que ele lhe desse o dinheiro no dia seguinte, foi levado de volta a Los Picaflores, onde tomou banho e comeu. No dia seguinte, Claudia von Graevenitz chegou ao chalé e, depois de saber que um móvel havia sido vendido sem sua permissão, começou a discutir com García. Durante a discussão, ela deu-lhe um tapa no rosto, levando-o a subir as escadas para um dos quartos para pegar uma faca. Enquanto Von Graevenitz tentava revidar, acertando-o com uma lâmpada, García começou a esfaqueá-la várias vezes, matando-a. Depois disso, ele trancou todas as portas e entrou em um Nissan velho branco, com a intenção de dirigir até Chihuahua, onde seus pais moravam. Em 15 de junho, a polícia realizou uma busca em Los Picaflores, descobrindo que todo o local estava trancado. Como a Sra. von Graevenitz não respondia a nenhuma chamada, as autoridades forçaram a entrada, encontrando seu corpo sem vida em um dos quartos. Percebendo imediatamente que era provável que García tivesse cometido o assassinato, a busca se intensificou ainda mais, resultando em sua subsequente prisão na casa de seus pais no dia seguinte.

## Julgamento e prisão
Após a prisão de García, os assassinatos provocaram indignação na comunidade, com a mídia chamando-o de um dos casos mais impactantes da história do departamento. Em entrevista ao Noticias de Maldonado, o Delegado de Polícia Erode Ruíz expressou sua decepção por não terem conseguido capturar o assassino antes, dizendo que os policiais não tinham as informações necessárias para evitar mais mortes. Em seu julgamento, Pablo García Cejas foi condenado pelos três assassinatos e sentenciado a 30 anos de prisão. Ele está cumprindo a pena na Prisão Libertad. A analists de perfis criminais Adriana Savio Corvino forneceria mais tarde uma análise psicológica do infrator em uma entrevista ao Noticias de Maldonado.
Um ano após os assassinatos, Marianella González, mãe de Koni Silva, voltou às notícias depois que a empresa da qual ela havia comprado um seguro de vida para sua filha, a MAPFRE, recusou-se a pagá-la. Não se sabe se o problema foi resolvido posteriormente.